# Laraluha
Laraluha ist eine osttimoresische Aldeia im Suco Liurai (Verwaltungsamt Remexio, Gemeinde Aileu). 2015 lebten in der Aldeia 90 Menschen.

## Geographie
Die Aldeia Laraluha bildet den Norden und Osten des Sucos Liurai. Südwestlich befinden sich die Aldeias Cotomori und Manutane. Im Süden grenzt Laraluha an den Suco Tulataqueo, im Norden an die zur Gemeinde Dili gehörenden Sucos Hera (Verwaltungsamt Cristo Rei), Sabuli und Mantelolão (beide Verwaltungsamt Metinaro) und im Osten an den zur Gemeinde Manatuto gehörenden Suco Hohorai (Verwaltungsamt Laclo). Die Südgrenze bildet der Fluss Cihohani, in den im Osten die in Liurai entspringenden Flüsse Suruboek und Ciulamori münden und im Westen der Caluc Meti. Die Flüsse gehören zum System des Nördlichen Laclós.
Im Westen befindet sich der Weiler Laraluha.